# Adetus mucoreus
Adetus mucoreus es una especie de escarabajo del género Adetus, familia Cerambycidae. Fue descrita científicamente por Bates en 1885.
Habita en Costa Rica y Panamá. Los machos y las hembras miden aproximadamente 7,4-7,5 mm.